# Fotografia nocturna

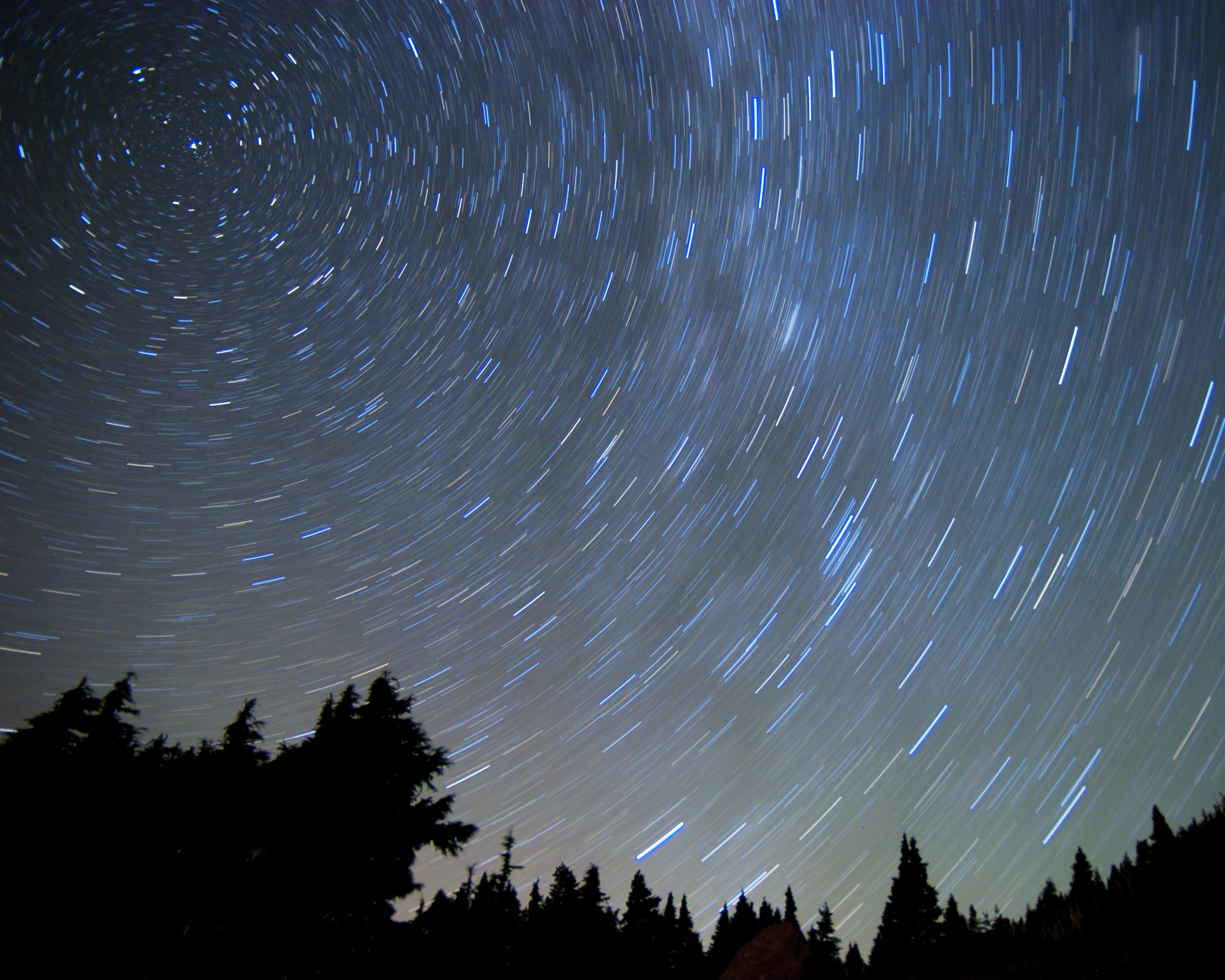
Hi veiem una imatge de llarga exposició amb el rastre d'estels al cel nocturn sobre el bosc nacional Muntanya Hood, Washington, mirant cap al nord a 2.000 msnm.

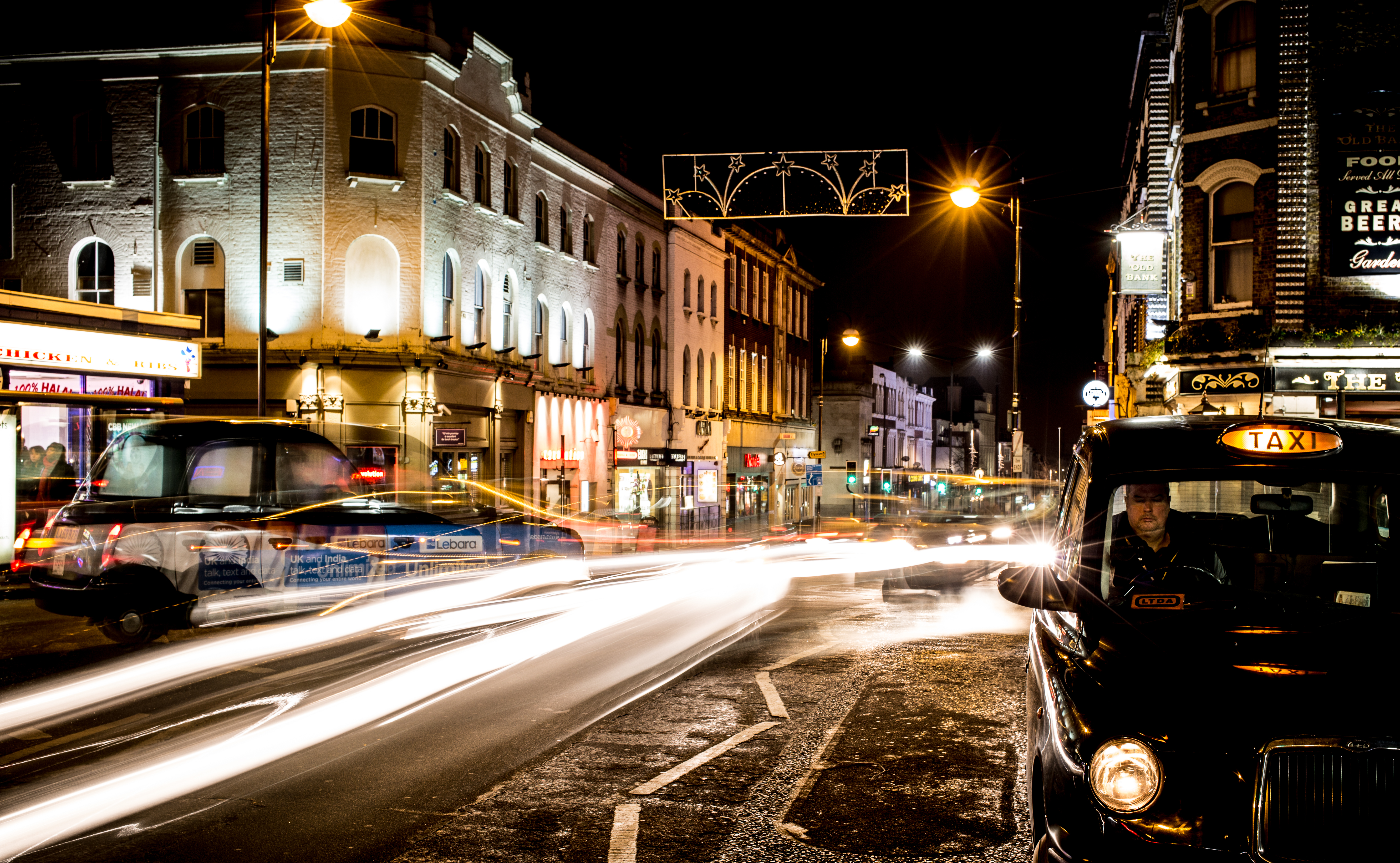
L'estació de Sutton, Londres mentre un taxi passa.

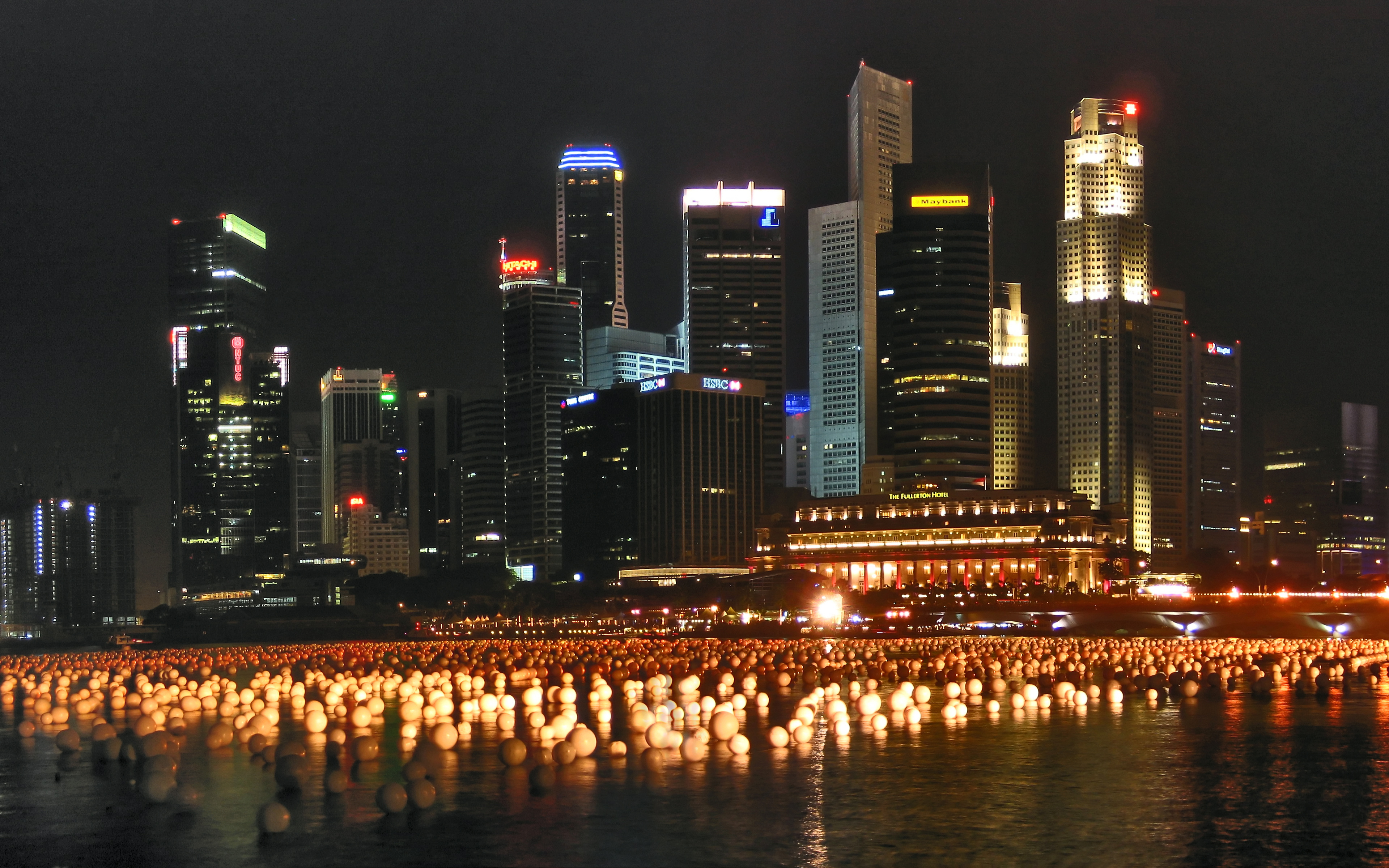
El skyline de Singapur a la nit.

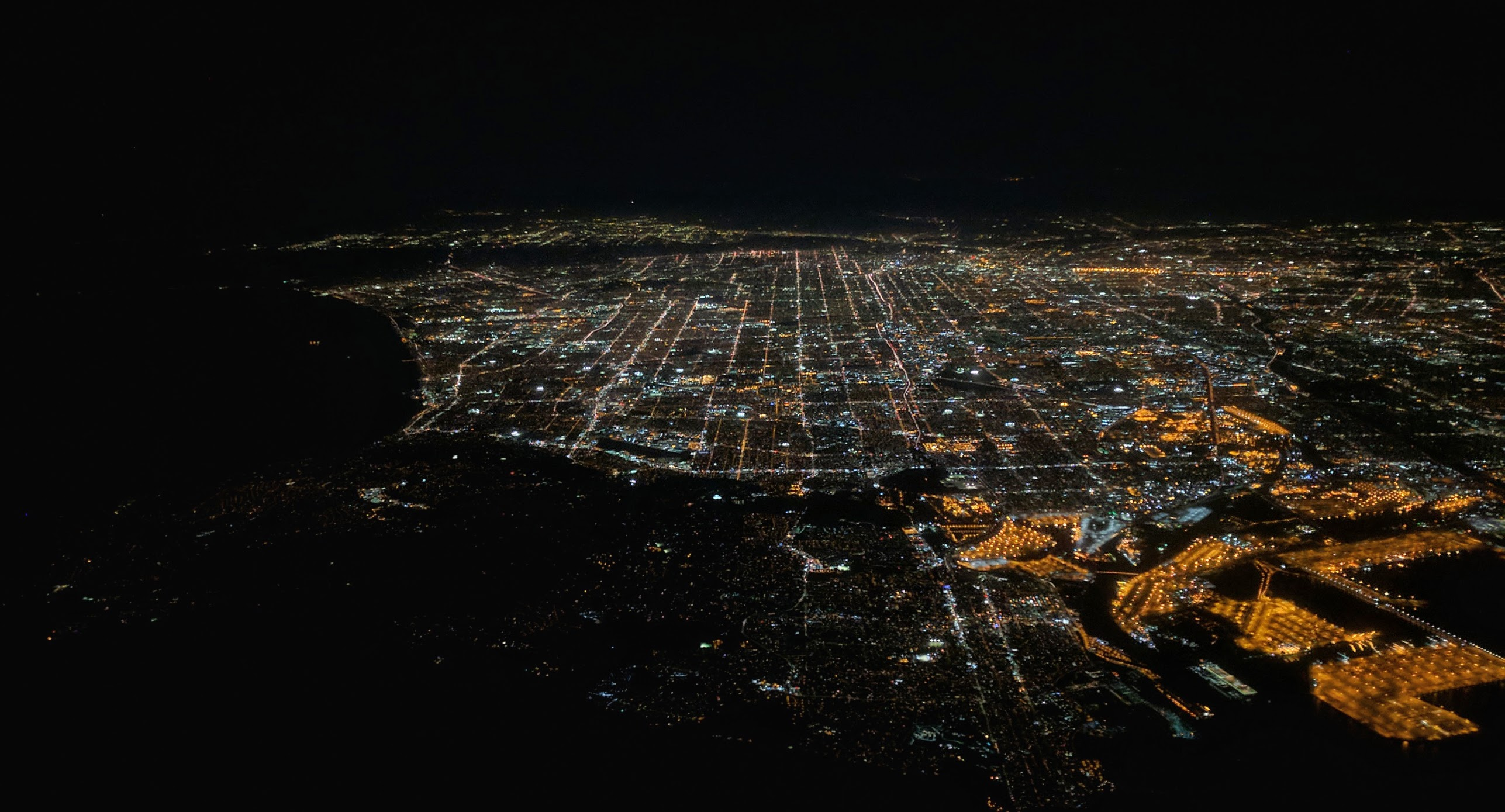
Fotografia aèria del comtat de Los Angeles de nit.

La fotografia nocturna consisteix en la captura de fotos ben entrada la nit a espais oberts. Per a aquesta activitat, els fotògrafs nocturns solen escollir entre utilitzar il·luminació artificial i utilitzar una exposició perllongada, allargant la captura per segons, minuts i fins i tot hores per permetre-li a la pel·lícula fotosensible (si és analògica) o a un sensor d'imatge (digital) poder capturar correctament la imatge desitjada amb el temps que es necessiti.
La llum és necessària per a la fotografia (d'ací mateix ve la paraula), però amb la millora de les pel·lícules d'alta velocitat, dels sensors digitals de major sensibilitat, dels lents de gran obertura i de l'eficiència de la il·luminació urbana que cada cop és major, les possibilitats de la fotografia nocturna augmenten i permeten resultats superiors.
Uns dels moments claus són l'alba i el capvespre, així com amb la Lluna, la qual també permet fotografia una sèrie de detalls de l'entorn.

## Història
Des que existeix la fotografia que els grans fotògrafs han volgut captar imatges sota la llum però hi havia moltes limitacions que van fer que això no fos possible degut a les llargues exposicions i el material necessari per captar la llum. L'ús creixent de l'enllumenat públic al llarg de la segona meitat del segle xix va permetre capturar escenes nocturnes malgrat els llargs temps d'exposició dels equips de l'època tot i que el material seguia sent poc adequat, les cambres eren pesades, les emulsions lentes i les plaques de vidre humides que havien d'emulsionar-se i revelar-se en el lloc de la presa, van fer que la fotografia nocturna no aparegués com una pràctica, fins ja entrat el segle 20.
A principis de 1900, fotògrafs notables com Alfred Stieglitz i William Fraser van començar a treballar de nit. La primera fotògrafa nocturna coneguda és Jessie Tarbox Beals. Els primers fotògrafs coneguts per haver produït una extensa obra fotogràfica nocturna van ser Brassaï i Bill Brandt. Brassaï va ser un dels fundadors d'aquest tipus de fotografia, un hongarès que va emigrar a França el qual va tractar grans contrastos entre la llum extrema i la foscor, entre el blanc pur de la ciutat, la il·luminació elèctrica, i els buits on la llum no arribava a veure's. També va utilitzar la boira com una eina, establint una tècnica que seria emprada durant la nit per altres fotògrafs. Va publicar el seu llibre en 1933, Nuit de París, en el qual es recopilen una sèrie d'imatges nocturnes de París. Durant la Segona Guerra Mundial, el fotògraf britànic Brandt va aprofitar les condicions d'apagada per a fotografiar els carrers de Londres a la llum de la lluna.
Més tard van sorgir altres fotografs nocturns com Bill Schwab, David Baldwin, que cadascun va interpretar la fotografia nocturna a la seva forma.
La fotografia nocturna va trobar a diversos practicants nous en els anys 1970, començant amb les fotografies en blanc i negre que Richard Misrach va fer de la flora del desert (1975-77). Joel Meyerowitz va fer estudis lluminosos en color que van ser publicats en el seu influent llibre, Cape Light (1979). Les fotografies en color crepuscular de Jan Staller (1977–84) de zones abandonades de la ciutat de Nova York van capturar visions sorprenents del paisatge urbà il·luminat per la resplendor de l'enllumenat de vapor de sodi.
En els anys 1990, el fotògraf britànic Michael Kenna es va considerar com el fotògraf nocturn de major èxit comercial. Els seus paisatges en blanc i negre se situaven amb major freqüència entre el vespre i l'alba en llocs que incloïen San Francisco, el Japó, França i Anglaterra. Alguns dels seus projectes més memorables representen la planta del riu Rouge (Rouge River plant) de Ford Motor Company, la central elèctrica Ratcliffe-*on-*Soar (Ratcliffe-*on-*Soar Power Station) en Terres Mitjanes, Anglaterra i molts dels camps de concentració nazis repartits per Alemanya, França, Bèlgica, Polònia i Àustria.
Durant el començament del segle XXI, la popularitat de les càmeres digitals va fer molt més fàcil per als fotògrafs principiants comprendre la fotografia nocturna.

## Temàtica
Els temes habituals de la fotografia nocturna inclouen:
- Astrofotografía (cossos celestes com la Lluna, els estels i les seves sendes…)
- Panorama urbà de les ciutats (skylines).
- Fàbriques i zones industrials, concretament les més il·luminades i amb l'element del fum, vapor o qualsevol aerosol.
- Focs artificials
- Vida nocturna, clubs, concerts…
- Coves il·luminades.
- Carreteres transitades o no.
- Edificis inhabitats o altres estructures artificials il·luminades tan sols pel clar de lluna.
- Cossos d'aigua reflectors de la llum de la lluna o les llums de la ciutat: llacs, rius, canals, etc.
- Rajos durant tempestes elèctriques.
- Aurora, llums boreals (del nord) o australs (del sud).
- Lava.
- Parcs d'atraccions.
- Aeronaus activades.
- Bioluminescència.

## Tècnica i equipament

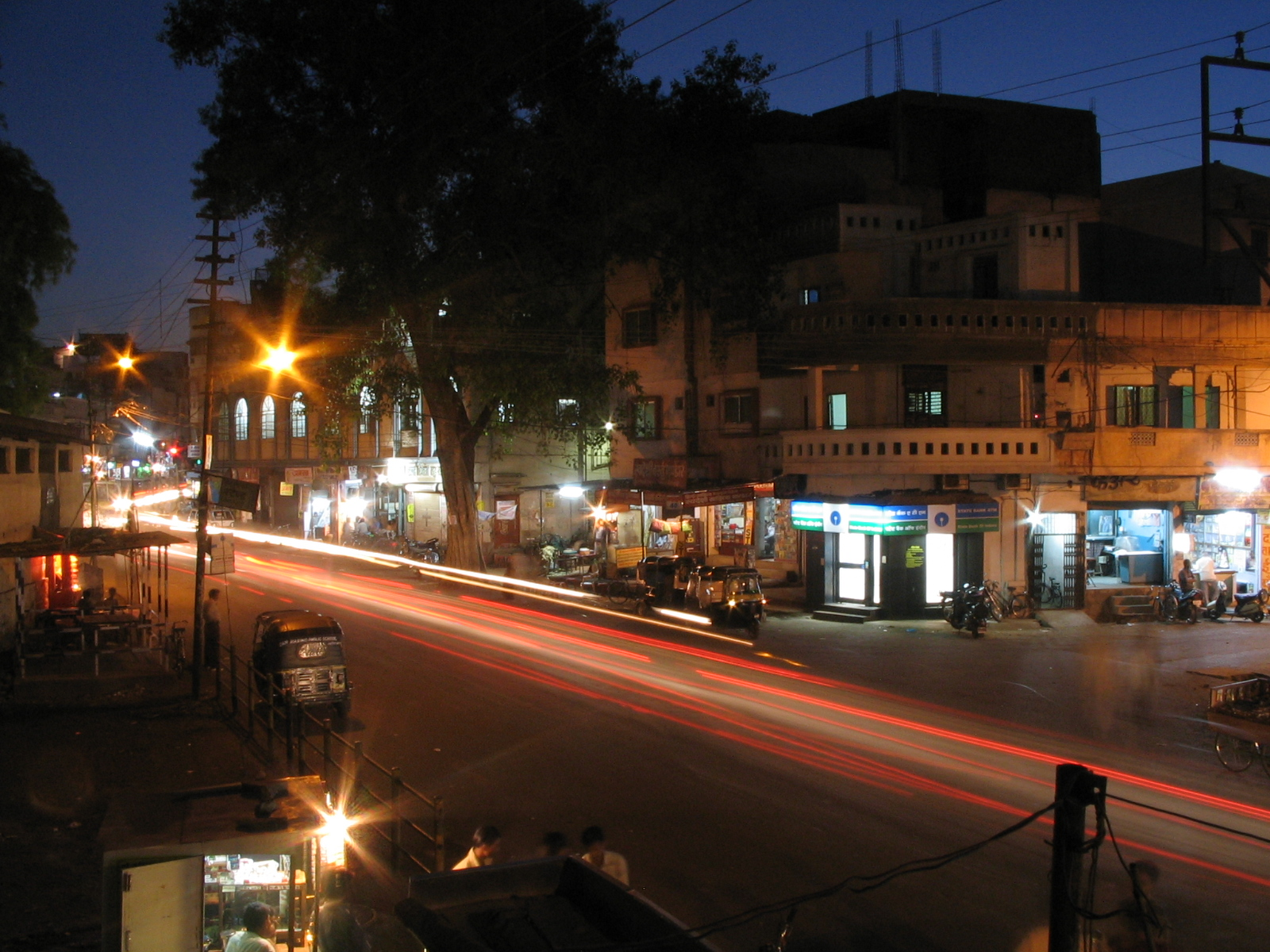
La llarga exposició fa que els llums dels automòbils en moviment creen sensació de ratlles a la imatge.

Les tècniques i equips que veiem a continuació són aquells que veiem habitualment a la fotografia nocturna.